# Fingerhuthia africana
Fingerhuthia africana là một loài thực vật có hoa trong họ Hòa thảo. Loài này được Lehm. mô tả khoa học đầu tiên năm 1834.